# Campionati italiani assoluti di atletica leggera 2007
I XCVII campionati italiani assoluti di atletica leggera si sono tenuti a Padova, presso lo Stadio Euganeo, dal 26 al 28 luglio 2007. Sono stati assegnati 42 titoli italiani in 21 specialità, al maschile e al femminile.
Durante la manifestazione si sono svolti anche i campionati italiani assoluti di prove multiple, che hanno visto l'assegnazione di due titoli: uno nell'eptathlon e uno nel decathlon.

## Risultati

### Uomini
| Specialità                                                                              | Oro                                                                                     | Prestazione | Argento                                                                                      | Prestazione | Bronzo                                                                              | Prestazione |
| Corse                                                                                   |                                                                                         |             |                                                                                              |             |                                                                                     |             |
| 100 m                                                                                   | Koura Kaba Fantoni Gruppi Sportivi Fiamme Gialle                                        | 10"57       | Fabio Cerutti Atletica Riccardi                                                              | 10"57       | Rosario La Mastra Centro Sportivo Carabinieri                                       | 10"65       |
| 200 m                                                                                   | Andrew Howe Centro Sportivo Aeronautica Militare                                        | 20"53       | Matteo Galvan Atletica Vicentina                                                             | 21"25       | Alessandro Cavallaro Gruppi Sportivi Fiamme Gialle                                  | 21"29       |
| 400 m                                                                                   | Andrea Barberi Gruppi Sportivi Fiamme Gialle                                            | 45"79       | Stefano Braciola Sport Club Catania                                                          | 46"26       | Teo Turchi CUS Parma                                                                | 46"90       |
| 800 m                                                                                   | Livio Sciandra Centro Sportivo Aeronautica Militare                                     | 1'51"18     | Andrea Longo Gruppo Sportivo Fiamme Oro                                                      | 1'51"52     | Maurizio Bobbato Centro Sportivo Carabinieri                                        | 1'51"74     |
| 1500 m                                                                                  | Christian Obrist Centro Sportivo Carabinieri                                            | 3'50"37     | Lorenzo Perrone Gruppi Sportivi Fiamme Gialle                                                | 3'51"14     | Christian Neunhauserer Gruppo Sportivo Forestale                                    | 3'51"15     |
| 5000 m                                                                                  | Daniele Meucci Centro Sportivo Esercito                                                 | 14'07"01    | Salvatore Vincenti Gruppi Sportivi Fiamme Gialle                                             | 14'14"01    | Stefano Scaini Gruppi Sportivi Fiamme Gialle                                        | 14'14"75    |
| 10 000 m                                                                                | Daniele Meucci Centro Sportivo Esercito                                                 | 29'33"71    | Denis Curzi Centro Sportivo Carabinieri                                                      | 29'36"12    | Danilo Goffi Centro Sportivo Carabinieri                                            | 29'47"79    |
| 3000 m siepi                                                                            | Yuri Floriani Gruppi Sportivi Fiamme Gialle                                             | 8'43"84     | Matteo Villani Centro Sportivo Carabinieri                                                   | 8'53"40     | Paolo Zanatta Gruppo Sportivo Fiamme Oro                                            | 8'57"69     |
| 110 m hs                                                                                | Emanuele Abate Gruppo Sportivo Fiamme Oro                                               | 14"00       | Paolo Dal Molin Atletica Alessandria                                                         | 14"26       | Andrea Alterio Gruppi Sportivi Fiamme Gialle                                        | 14"29       |
| 400 m hs                                                                                | Claudio Citterio Gruppo Sportivo Fiamme Oro                                             | 51"12       | Markus Crepaz SSV Bruneck Volksbank                                                          | 51"20       | Federico Rubeca Gruppi Sportivi Fiamme Gialle                                       | 51"74       |
| Marcia 10 000 m                                                                         | Alex Schwazer Centro Sportivo Carabinieri                                               | 49'39"21    | Jean-Jacques Nkouloukidi Gruppi Sportivi Fiamme Gialle                                       | 41'00"11    | Lorenzo Civallero Centro Sportivo Carabinieri                                       | 41'37"66    |
| Staffetta 4×100 m                                                                       | Gruppo Sportivo Fiamme Oro Luca Simoni Maurizio Checcucci Luca Verdecchia Giuseppe Aita | 40"05       | Centro Sportivo Carabinieri Sergio Riva Alessandro Rocco Marco Cuneo Rosario La Mastra       | 40"79       | Atletica Riccardi Lorenzo La Naia Davide Vasco Francesco D'Ambrosi Fabio Cerutti    | 41"22       |
| Staffetta 4×400 m                                                                       | Centro Sportivo Carabinieri Domenico Rao Maurizio Bobbato Luca Galletti Marco Salvucci  | 3'11"91     | Atletica Cento Torri Pavia Roberto Severi Marco Marsadri Diego Zuodar Cristian Lancini       | 3'12"38     | Assindustria Sport Emanuele Bortolozzo Stefano Bontumasi Alessio Ramalli Paolo Zani | 3'15"00     |
| Concorsi                                                                                |                                                                                         |             |                                                                                              |             |                                                                                     |             |
| Salto in alto                                                                           | Filippo Campioli Centro Sportivo Esercito                                               | 2,26 m      | Nicola Ciotti Centro Sportivo Carabinieri                                                    | 2,24 m      | Sandro Finesi Centro Sportivo Aeronautica Militare                                  | 2,16 m      |
| Salto con l'asta                                                                        | Matteo Rubbiani Centro Sportivo Aeronautica Militare                                    | 5,20 m      | Sergio D'Orio Gruppi Sportivi Fiamme Gialle Emanuele Formichetti Stato Maggiore Esercito DAR | 5,10 m      | -                                                                                   | -           |
| Salto in lungo                                                                          | Andrew Howe Centro Sportivo Aeronautica Militare                                        | 8,40 m      | Nicola Trentin Gruppo Sportivo Fiamme Azzurre                                                | 7,75 m      | Mattia Nuara Assindustria Sport Padova                                              | 7,72 m      |
| Salto triplo                                                                            | Fabrizio Donato Gruppi Sportivi Fiamme Gialle                                           | 16,97 m     | Michele Boni Centro Sportivo Aeronautica Militare                                            | 16,48 m     | Paolo Camossi Gruppo Sportivo Fiamme Azzurre                                        | 16,46 m     |
| Getto del peso                                                                          | Paolo Capponi Gruppo Sportivo Fiamme Oro                                                | 18,99 m     | Paolo Dal Soglio Centro Sportivo Carabinieri                                                 | 18,51 m     | Marco Di Maggio Centro Sportivo Aeronautica Militare                                | 18,43 m     |
| Lancio del disco                                                                        | Hannes Kirchler Centro Sportivo Carabinieri                                             | 60,14 m     | Diego Fortuna Centro Sportivo Carabinieri                                                    | 58,16 m     | Marco Zitelli Centro Sportivo Aeronautica Militare                                  | 56,47 m     |
| Lancio del martello                                                                     | Nicola Vizzoni Gruppi Sportivi Fiamme Gialle                                            | 77,98 m     | Lorenzo Povegliano Centro Sportivo Carabinieri                                               | 74,67 m     | Pellegrino Delli Carri Centro Sportivo Aeronautica Militare                         | 69,19 m     |
| Lancio del giavellotto                                                                  | Daniele Crivellaro Centro Sportivo Aeronautica Militare                                 | 72,30 m     | Alessandro Baudone Centro Sportivo Aeronautica Militare                                      | 70,66 m     | Francesco Pignata Gruppi Sportivi Fiamme Gialle                                     | 68,98 m     |
| record dei campionati; record nazionale; record personale; record personale stagionale. |                                                                                         |             |                                                                                              |             |                                                                                     |             |

### Donne
| Specialità                                                                              | Oro                                                                                      | Prestazione | Argento                                                                                 | Prestazione | Bronzo                                                                            | Prestazione |
| Corse                                                                                   |                                                                                          |             |                                                                                         |             |                                                                                   |             |
| 100 m                                                                                   | Anita Pistone Centro Sportivo Esercito                                                   | 11"78       | Maria Aurora Salvagno Centro Sportivo Aeronautica Militare                              | 11"96       | Chiara Gervasi Fondiaria SAI Atletica                                             | 11"98       |
| 200 m                                                                                   | Anita Pistone Centro Sportivo Esercito                                                   | 23"76       | Manuela Grillo Gruppo Sportivo Forestale                                                | 24"11       | Giulia Arcioni Gruppo Sportivo Forestale                                          | 24"12       |
| 400 m                                                                                   | Daniela Reina Gruppo Sportivo Fiamme Azzurre                                             | 52"31       | Marta Milani Atletica Bergamo 1959                                                      | 53"76       | Lara Rocco Gruppo Sportivo Fiamme Oro                                             | 54"05       |
| 800 m                                                                                   | Elisa Cusma Centro Sportivo Esercito                                                     | 2'02"59     | Antonella Riva Fondiaria SAI Atletica                                                   | 2'03"29     | Elisabetta Artuso Gruppo Sportivo Forestale                                       | 2'03"57     |
| 1500 m                                                                                  | Silvia Weissteiner ASV Sterzing VB Latella NB                                            | 4'15"27     | Eleonora Berlanda Gruppo Sportivo Fiamme Oro                                            | 4'16"27     | Elena Romagnolo Centro Sportivo Esercito                                          | 4'18"07     |
| 5000 m                                                                                  | Claudia Pinna CUS Cagliari                                                               | 16'39"34    | Silvia Sommaggio Atletica ASI Veneto                                                    | 16'40"54    | Barbara La Barbera Centro Sportivo Esercito                                       | 16'45"04    |
| 10 000 m                                                                                | Gloria Marconi Jaky-Tech Apuana                                                          | 33'26"95    | Silvia Sommaggio Atletica ASI Veneto                                                    | 33'37"79    | Claudia Pinna CUS Cagliari                                                        | 33'41"59    |
| 3000 m siepi                                                                            | Elena Romagnolo Centro Sportivo Esercito                                                 | 9'51"93     | Emma Quaglia CUS Genova                                                                 | 10'23"71    | Cecilia Sampietro Ginnastica Comense 1872                                         | 10'26"93    |
| 100 m hs                                                                                | Micol Cattaneo Centro Sportivo Carabinieri                                               | 13"52       | Marzia Caravelli Jaky-Tech Apuana                                                       | 13"91       | Sara Balduchelli Atletica Camelot                                                 | 13"95       |
| 400 m hs                                                                                | Benedetta Ceccarelli Centro Sportivo Carabinieri                                         | 56"59       | Manuela Gentili CUS Palermo                                                             | 57"04       | Elisa Scardanzan Gruppo Sportivo Fiamme Oro                                       | 58"53       |
| Marcia 5 000 m                                                                          | Elisa Rigaudo Gruppi Sportivi Fiamme Gialle                                              | 21'45"46    | Valentina Trapletti Centro Sportivo Esercito                                            | 23'20"46    | Annarita Fidanza Jaky-Tech Apuana                                                 | 23'41"55    |
| Staffetta 4×100 m                                                                       | Centro Sportivo Esercito Stefania Ferrante Daniela Graglia Rita De Cesaris Anita Pistone | 46"34       | Atletica Camelot Sara Balduchelli Giulia Bossi Marta Avogadri Elena Sordelli            | 46"89       | Pro Sesto Atletica Silvia Cavenago Giovanna Perego Chiara Colombo Cinzia Nicassio | 47"31       |
| Staffetta 4×400 m                                                                       | Gruppo Sportivo Forestale Anna Pane Patrizia Spuri Elisabetta Artuso Manuela Grillo      | 3'40"76     | Centro Sportivo Esercito Chiara Bazzoni Ursula Ellecosta Elisa Cusma Francesca Endrizzi | 3'40"91     | Atletica Camelot Marina Mambretti Chiara Nichetti Zoe Anello Eleonora Sirtoli     | 3'42"66     |
| Concorsi                                                                                |                                                                                          |             |                                                                                         |             |                                                                                   |             |
| Salto in alto                                                                           | Antonietta Di Martino Gruppi Sportivi Fiamme Gialle                                      | 1,91 m      | Stefania Cadamuro Fondiaria SAI Atletica                                                | 1,87 m      | Elena Meuti CUS Cagliari                                                          | 1,85 m      |
| Salto con l'asta                                                                        | Anna Giordano Bruno Fondiaria SAI Atletica                                               | 4,30 m      | Elena Scarpellini Fondiaria SAI Atletica                                                | 4,20 m      | Arianna Farfaletti Casali Atletica Camelot                                        | 4,00 m      |
| Salto in lungo                                                                          | Tania Vicenzino Centro Sportivo Esercito                                                 | 6,50 m      | Thaimi O'Reilly Causse ASSI Banca Toscana Firenze                                       | 6,38 m      | Valeria Canella Gruppo Sportivo Fiamme Azzurre                                    | 6,37 m      |
| Salto triplo                                                                            | Magdelín Martínez Assindustria Sport Padova                                              | 14,22 m     | Simona La Mantia Gruppi Sportivi Fiamme Gialle                                          | 13,78 m     | Thaimi O'Reilly Causse ASSI Banca Toscana Firenze                                 | 13,64 m     |
| Getto del peso                                                                          | Chiara Rosa Gruppo Sportivo Fiamme Azzurre                                               | 19,13 m     | Assunta Legnante Atletica Camelot                                                       | 18,78 m     | Elena Carini Centro Sportivo Esercito                                             | 14,77 m     |
| Lancio del disco                                                                        | Cristiana Checchi Gruppo Sportivo Forestale                                              | 57,93 m     | Valentina Aniballi Centro Sportivo Esercito                                             | 56,36 m     | Giorgia Baratella Gruppo Sportivo Fiamme Oro                                      | 55,17 m     |
| Lancio del martello                                                                     | Clarissa Claretti Centro Sportivo Aeronautica Militare                                   | 67,95 m     | Silvia Salis Gruppo Sportivo Forestale                                                  | 66,19 m     | Ester Balassini Gruppi Sportivi Fiamme Gialle                                     | 64,68 m     |
| Lancio del giavellotto                                                                  | Claudia Coslovich Fondiaria SAI Atletica                                                 | 59,88 m     | Zahra Bani Gruppo Sportivo Fiamme Azzurre                                               | 58,32 m     | Luana Picchianti Jaky-Tech Apuana                                                 | 50,34 m     |
| record dei campionati; record nazionale; record personale; record personale stagionale. |                                                                                          |             |                                                                                         |             |                                                                                   |             |

### Campionati italiani di prove multiple
| Specialità                                                                              | Oro                                           | Prestazione | Argento                                          | Prestazione | Bronzo                                       | Prestazione |
| Decathlon (uomini)                                                                      | Paolo Mottadelli Atletica Cento Torri Pavia   | 7517 p.     | Luca Ceglie Centro Sportivo Aeronautica Militare | 7435 p.     | William Frullani Centro Sportivo Carabinieri | 7113 p.     |
| Eptathlon (donne)                                                                       | Elisa Trevisan Gruppo Sportivo Fiamme Azzurre | 5690 p.     | Francesca Doveri Centro Sportivo Esercito        | 5276 p.     | Laura Rendina Fondiaria SAI Atletica         | 5079 p.     |
| record dei campionati; record nazionale; record personale; record personale stagionale. |                                               |             |                                                  |             |                                              |             |